# Trbušnica
Trbušnica es un pueblo ubicado en la municipalidad de Lazarevac, en el distrito de Belgrado, Serbia.

## Superficie
Posee una superficie de 22,07 kilómetros cuadrados.

## Demografía
Hasta 2011 la población era de 686 habitantes, con una densidad de población de 31,08 habitantes por kilómetro cuadrado.